# Mazirbe
Mazirbe är en ort i Lettland.   Den ligger i kommunen Talsu novads, i den nordvästra delen av landet, 130 km nordväst om huvudstaden Riga. Mazirbe ligger 5 meter över havet och antalet invånare är 134.
Terrängen runt Mazirbe är platt. Havet är nära Mazirbe åt nordväst. Runt Mazirbe är det mycket glesbefolkat, med 7 invånare per kvadratkilometer. Närmaste större samhälle är Dundaga, 19,9 km söder om Mazirbe. I omgivningarna runt Mazirbe växer i huvudsak blandskog.